# Anillidris bruchi
Anillidris bruchi – gatunek mrówek należący do podrodziny Dolichoderinae, jedyny przedstawiciel rodzaju Anillidris.